# Leótychidas II.
Leótychidas II., nebo Leótychidás II. (starořecky Λεωτυχίδας) z královského rodu Eurypontovců byl spartský král přibližně od roku 491 př. n. l. do roku 469 př. n. l. Jeho spolukráli z královského rodu Agiovců byli Kleomenés I. (cca 491–490 př. n. l.), Leónidás I. (490–480 př. n. l.) a Pleistarchos (480–469 př. n. l.).
Leótychidas se stal králem Sparty hlavně s přičiněním spartského krále Kleomena I., který Leótychidova předchůdce Demarata po osobních sporech obvinil z nelegitimity vlády. Kleomenes tvrdil, že Démaratos není synem krále a to si dal potvrdit i v delfské věštírně. Podle historika Herodota si získal v Delfách přízeň vlivného muže jménem Kobon, který pak přemluvil Pýthii, aby řekla to, co chtěl Kleomenes slyšet a po potvrzení tohoto obvinění byl Démaratos zbaven trůnu a za krále zvolili Leótychida. Leótychidas Demarata nenáviděl, protože mu v minulosti přebral snoubenku a oženil se s ní. Démaratos proto před možnou pomstou volil útěk do Persie, kde se uchýlil pod ochranu perského krále Dareia I. Po krátkém čase však vyšlo najevo, že Pýthie byla podplacená a tentokrát Kleomenes ze strachu před soudem uprchl do Arkádie. V roce 490 př. n. l. byl Kleomenes přilákán zpět do Sparty, kde ve vězení spáchal sebevraždu.
Řecký svět byl v době vlády Leótychida II. poznamenán významnými událostmi. Hned v druhém roce panování Leótychida ve Spartě se začala řecko-perská válka na evropské pevnině. Terčem útoku Peršanů byly Athény, protože v roce 498 př. n. l. poskytly pomoc maloasijských Řekům v povstání proti jejich nadvládě. Vojsko perského krále Dareia I. přistálo u Marathonu nedaleko Athén a tam přestože mělo velkou početní převahu utrpělo od Athéňanů vedených vojevůdcem Miltiadem drtivou porážku. Herodotos píše, že Sparta vyslala Athéňanům na pomoc oddíl těžkooděnců o počtu 2000 mužů, ale ti přišli kvůli pověrčivosti až tři dny po bitvě, protože čekali na úplněk měsíce, který jim měl zaručit úspěšnost této výpravy.
Čtyři roky po této vojenské výpravě perský král Dareios zemřel a jeho následník Xerxes považoval za svůj hlavní úkol pokračovat v dobyvatelské politice svého otce. Na válku se lépe připravil a postavil obrovskou armádu (možná až o počtu 300 000 mužů) a v roce 480 př. n. l. zaútočil na Řecko, ale Řekové ho po čtyřech velkých bitvách přinutili ustoupit.
První bitva se odehrála v průsmyku u Thermopyl v jižní Tesálii, kde Leótychidův spolukrál Leónidas v strategicky výhodné pozici s 300 spolubojovníky ze Sparty a 7000 bojovníky ze středního Řecka zadrželi vojsko Peršanů po celé tři dny . V třetí den, kdy řecký zrádce převedl Peršany do jejich týlu, Leónidas přikázal většině svým spojencům ustoupit a v následné krvavé bitvě padli všichni Sparťané a asi 1000 Tespijců a Thébanů. Padl i sám Leónidas a perský král Xerxes dal zneuctít jeho mrtvolu. Další, ale tentokrát už vítěznou bitvu vybojovali Řekové v námořní Bitva u Salamíny. Řecké flotě velel athénský vojevůdce Themistoklés, který v strategicky skvěle vedené bitvě porazil mnohonásobně početnější perskou flotu v mořské úžině.
O rok později v rozhodující bitvě u Platají spojenecká řecká vojska vedené spartským velitelem Pausaniem zvítězily nad perským vojskem a v ten samý rok vedli spartský král Leótychidas a athénský nauarchos Xanthippos flotu 110 lodí, aby vypátrali místo pobytu zbytku perského loďstva a zničili ho. V úžině mezi ostrovem Samos u mysu Mikalé jejich loďstvo spálili a perské vojsko, které se opevnilo na pevnině porazili. Porážka perského vojska u Mykalé byla pro Řeky významné vítězství, neboť otevřela cestu ke svobodě maloasijských Řekům, Xerxes byl definitivně zahnán do defenzívy a jeho hegemonie ve Středomoří skončila.
V roce 476 př. n. l. Leótychidas po přijetí úplatku od vlivné rodiny Aleuadai z Larisy předčasně ukončil trestnou výpravu, která byla vedena proti Tesálčanům pro jejich bývalou kolaboraci s Peršany a vrátil se do Sparty. Po návratu byl proto zbaven trůnu, jeho dům spálili a odsoudili ho do vyhnanství. Poslední roky dožil v Tegei, kde kolem roku 469 př. n. l. zemřel. Jelikož Leótychidov syn Zeuxidamos předčasně zemřel, jeho nástupcem se stal vnuk Archidamos.